# Crash Landing on You
Crash Landing on You (Hangul: 사랑의 불시착; Sarang-ui Bulsichak) is een Zuid-Koreaanse dramaserie die van 14 december 2019 tot 16 februari 2020 door SBS wordt uitgezonden, met in de hoofdrollen Hyun Bin, Son Ye-jin, Kim Jung-hyun en Seo Ji-hye.

## Rolverdeling
- Hyun Bin - Ri Jeong-hyuk
- Son Ye-jin - Yoon Se-ri
- Kim Jung-hyun - Gu Seung-joon / Alberto Gu
- Seo Ji-hye - Seo Dan